# Bonin (powiat koszaliński)
Bonin – wieś w północno-zachodniej Polsce, położone w województwie zachodniopomorskim, w powiecie koszalińskim, w gminie Manowo, na Równinie Białogardzkiej (mezoregion Pobrzeża Koszalińskiego), w pobliżu Jeziora Lubiatowskiego, na północny wschód od Sarczych Gór.

## Transport
Przy zachodniej części miejscowości przebiega droga wojewódzka nr 165. Przez Bonin przebiega linia Koszalińskiej Kolei Wąskotorowej Koszalin – Manowo – Rosnowo (kursy turystyczne). Połączenie komunikacyjne z centrum Koszalina umożliwiają wybrane kursy linii nr 8 komunikacji miejskiej oraz busy firmy przewozowej „Ronin”.

## Zabytki i obiekty historyczne
Na południowo-zachodnim skraju miejscowości, przy drodze krajowej, wznosi się niewielki, gotycki jednonawowy kościół pw. św. Izydora (filia parafii w Kretominie), zbudowany w XV, restaurowany i przebudowywany w XIX i w 1907 roku. Ostatni remont został sfinansowany przez prezydenta regencji koszalińskiej von Sendena, od 1953 do 1979 kościół pełnił funkcję klubokawiarni. Zbudowany na planie prostokąta z nieznaczną absydą. Nad nawą umieszczona jest czteroboczna wieża nakryta barokowym baniastym hełmem z latarnią. W Boninie znajduje się również naturalistyczny park o powierzchni 4 ha założony na przełomie XVIII i XIX wieku, wcześniej był to park przypałacowy, pałac spłonął w 1945 i nie został odbudowany. Na północny wschód od wsi (ok. 1,1 km) na cyplu przy zachodnim brzegu Jeziora Lubiatowskiego znajduje się koliste grodzisko nizinne z IX i X wieku, którego podstawa wynosi 100 x 120 m. Ok. 1 km na wschód rezerwat ornitologiczny „Jezioro Lubiatowskie”.

## Historia
Pierwsze wzmianki o istnieniu Bonina pochodzą z wczesnego średniowiecza, w 1300 wymieniono pochodzącego stąd rycerza Tessmara, wieś była położona na tzw. Wzgórzu Trzech Kościołów, które było pochodzenia morenowego. W 1385 Dubiesław von Kleist sprzedał wieś klasztorowi cystersek z Koszalina, natomiast majątek ziemski od końca XIII do 1736 był gniazdem rodowym von Boninów. Na przełomie XIX i XX wieku wieś była własnością rodziny von Wahnschaffów. Po II wojnie światowej do 1953 we wsi stacjonowała Armia Czerwona, a następnie w oparciu o dawny majątek stworzono PGR. Na fundamentach pałacu wybudowano budynek administracyjny. W Boninie w 1966 roku został założony samodzielny Instytut Ziemniaka, obecnie Zakład Nasiennictwa i Ochrony Ziemniaka IHAR. Miejscowość jest siedzibą Zespołu Szkół – Centrum Kształcenia Ustawicznego im. W. Witosa, we wrześniu przy szkole odbywają się Bałtyckie Targi Rolnicze.
W latach 1950–1998 miejscowość administracyjnie należała do województwa koszalińskiego.